# Japanese Movie Database
Japanese Movie Database és una base de dades de pel·lícules japoneses de tot tipus. Va ser recopilada principalment per una sola persona. Avui en dia ja no està actualitzada.
Conté 34.000 títols de pel·lícules i 55.000 noms de persones, cobrint les pel·lícules des del 1899 fins al 1999. Els tipus de dades que conté són: l'any de publicació, el títol, el director, el guionista, l'autor original, els actors i les paraules clau.

## Crítiques
Segons Tomohisa Inano, la informació bàsica que ofereix aquesta base de dades és útil per als estudis del cinema i més enllà, car mostra quines pel·lícules són versions d'obres d'autors literaris. També destaca les obres de referència incloses a la web que inclouen una "bibliografia excel·lent sobre pel·lícula japoneses".
Segons A. Gerow (2016), és la base de dades més comprensible de les que hi ha i conté errors.